# Борборіти
Відповідно до Панаріона Єпіфанія Саламінського (розділ 26) і «Haereticarum Fabularum Compendium» Теодорита, борборіти або борбори (грец. Βορβοριανοί; в Єгипті — фібіоніти; в інших країнах — коддіанці, барбеліти, сократіти, секундийці) були християнською гностичною сектою, яка, як кажуть, походить від николаїтів. Важко знати напевно практику групи, оскільки і Єпіфаній, і Феодорит були противниками групи. За словами Єпіфанія, секта була розпусниками, які прийняли насолоди земного світу. Слово борборит походить від грецького слова βόρβορος, що означає «брунь»; тому назву борборити можна перекласти як «брудні», і навряд чи це термін, який секта використовувала для себе.

## Вчення

### Священні тексти
Борборити володіли низкою священних книг, у тому числі Норією (ім’я, яке вони дали дружині Ноя), Євангеліє від Єви, Апокаліпсис Адама та Євангеліє досконалості. Вони також використовували версію Євангелія від Філіпа, але цитата з Борборського Євангелія від Філіпа, що знайдена в Панаріоні Єпіфанія, ніде не зустрічається у збереженій версії з Наг-Хаммаді. Декілька священних писань борборітів оберталися навколо постаті Марії Магдалини, зокрема «Питання Марії», «Великі запитання Марії», «Малі запитання Марії» та «Народження Марії». Борбори також використовували ряд священних текстів, приписуваних Сету, сину Адама і Єви, включаючи «Другий трактат Великого Сета» і «Три стели Сета». Хоча борборіти також використовували і Старий Завіт, і Новий Завіт, вони відреклися від Бога Старого Завіту як самозваного божества.
Єпіфаній Саламінський записує, що «Великі запитання Марії» містили епізод, у якому Ісус взяв Марію Магдалину на вершину гори, де витягнув жінку зі свого боку і вступив з нею в статевий акт. Потім, після сім’явиверження, Ісус випив власну сперму і сказав Марії: «Так треба робити, щоб жити». Почувши це, Марія миттєво знепритомніла, на що Ісус відповів, допоміг їй піднятися і сказав: «О маловірна, чому ти засумнівалася?»

### Космологія
Вони вчили, що є вісім небес, кожне під окремим архонтом. У сьомому царював Саваот, творець неба і землі, Бог євреїв, представлений деякими борборами в образі осла або свині; звідси єврейська заборона свинячого м’яса. На восьмому небі панувала Барбело, мати живих; Батько всього, верховний Бог; і Ісус Христос. Вони заперечували, що Христос народився від Марії або мав справжнє тіло, захищаючи замість цього докетизм; а також заперечували воскресіння тіла. Людська душа після смерті блукає по семи небесах, поки не отримує спокій з Барбело. Людина має спільну з рослинами і тваринами душу.

### Сексуальний сакраменталізм
Єпіфаній стверджує, що борборці були натхненні сетіанством і що елементи сексуального сакраменталізму відігравали важливу роль у їхніх ритуалах. Він стверджує, що борборці використовували варіант Євхаристії, в якому вони мазали свої руки менструальною кров’ю і спермою і споживали їх як кров і тіло Христа відповідно. Він також стверджує, що щоразу, коли в однієї з жінок у їхній церкві були місячні, вони брали її менструальну кров, і всі в церкві їли її як частину священного ритуалу. Також кажуть, що борборіти витягують плоди з вагітних жінок і споживають їх, особливо якщо жінки випадково завагітніли під час пов'язаних сексуальних ритуалів.

## Історіографія
Єпіфаній писав, що він знав про секту з перших рук. За його словами, дві жінки-гностики підійшли до нього і спробували завербувати його в секту і спокусити. Вони також дозволили йому читати їхні Писання, але Єпіфаній стверджує, що він не був спокушений і не приєднався. Натомість він повідомив про групу єпископам, що призвело до вигнання близько 80 осіб з міста Олександрії.
Оскільки все, що відомо про борборців, походить виключно з полеміки, написаної їхніми опонентами, досі суперечать, чи точно ці повідомлення відображають вчення борборівців, чи вони є просто пропагандою, спрямованою на їх дискредитацію. Стівен Геро вважає оповіді, написані Єпіфанієм і пізнішими письменниками, правдоподібними і пов'язує їх з більш ранніми гностичними міфами. Барт Ерман, навпаки, вважає Єпіфанія майже повністю ненадійним. Ерман пише, що звинувачення противників у диких сексуальних практиках було звичайним явищем у римській античності, тому жахливі розповіді Єпіфанія слід розглядати як результат цього. Він також вважає розповідь Єпіфанія про те, як він дізнався про їхні нібито доктрини, неправдоподібною — якби вони справді проводили скандальні обряди, вони навряд чи поділилися б ними з нечленами. Загалом, документи, написані самими єгипетськими гностиками, як-от ті, що були знайдені в бібліотеці Наг Хаммаді, здається, не відповідають тому, що стверджували автори, які виступали проти єресі. У той час як їхні опоненти та гностики погоджувалися, що гностицизм зневажає матеріальний світ тіла, гностичне письмо загалом вказує на тенденцію до аскетизму в результаті ігнорування або покарання плоті через напруження та пост. Натомість протоортодоксальні письменники дійшли висновку, що якби гностики вважали, що матеріальний світ нижчий від духовного, вони, щоб продемонструвати свою зневагу до нього, кинулися б у розпусту — твердження, яке Ерман вважає непідкріпленим доказами і протилежним тому, що, ймовірно, думали справжні гностики.